# برونو رو
برونو رو (بالفرنسية: Bruno Roux)‏ هو لاعب كرة قدم ومدرب كرة قدم فرنسي في مركز الهجوم، ولد في 1 يوليو 1963 في نويون في فرنسا. لعب مع باريس سان جيرمان وستاد رين ونادي النجم الأحمر ونادي بوفيه ونادي لوهافر.